# Santiago García
Santiago García (Rosario, 8 luglio 1988) è un ex calciatore argentino, di ruolo difensore.

## Biografia
Possiede il passaporto spagnolo. Suo fratello gemello Manuel è anch'egli un calciatore, di ruolo portiere.

## Caratteristiche tecniche
È un terzino molto rapido e resistente, attento in fase difensiva e dotato di un fisico possente che gli permette di essere pericoloso in fase d'attacco anche grazie alla sua velocità. Può giocare anche da difensore centrale.

## Carriera

### Rosario Central
Ha esordito con la maglia del Rosario Central nel Torneo di Apertura 2008, giocando titolare nella partita persa per 0-1 contro il Gimnasia y Esgrima La Plata. Ha poi giocato da titolare il Torneo di Clausura 2010.

### Palermo
Il 16 luglio 2010 viene ufficializzato il suo passaggio a titolo definitivo alla squadra italiana del Palermo, con cui ha firmato un contratto quinquennale a 450.000 euro a stagione e di cui veste la maglia numero 29. Il cartellino del giocatore è costato 1.200.000 dollari americani, pari a circa un milione di euro. Esordisce con la maglia del Palermo nella seconda giornata della fase a gironi di Europa League contro gli svizzeri del Losanna disputata il 30 settembre: la squadra ha vinto 1-0 e García è uscito per infortunio al 61' lasciando il posto a Federico Balzaretti; tale incontro gli è valso anche il debutto assoluto nelle competizioni europee. Il 12 gennaio, in Palermo-Chievo Verona (1-0) valida per gli ottavi di finale di Coppa Italia (quarta presenza in rosanero, dopo tre in Europa), ha rimediato uno stiramento del legamento peroneo-astragalico dell'articolazione tibio-tarsica sinistra. Il 6 febbraio 2011 debutta nel campionato italiano in Lecce-Palermo (2-4) valida per la 24ª giornata, subentrando all'infortunato Matteo Darmian dopo 32 minuti. Chiude la stagione con 3 presenze in campionato, una in Coppa Italia (persa in finale contro l'Inter per 3-1) e 3 in Europe League, per un totale di 7 apparizioni.

### Novara
Il 19 luglio 2011 passa al Novara in prestito con diritto di riscatto per la metà del cartellino.
Esordisce con la nuova squadra in Udinese-Novara (3-0) dell'ottava giornata di campionato, giocando titolare. In seguito è sempre negli undici di partenza concludendo la stagione con 21 presenze in Serie A più 2 in Coppa Italia. Segna il primo ed unico gol stagionale, sia in massima serie (conclusa con la retrocessione) che con la maglia del Novara, nell'ultima partita di campionato persa per 2-1 in casa del Milan disputata il 13 maggio: il suo è il gol che apre le marcature.

### Ritorno al Palermo
Rientrato al Palermo, torna a giocare in maglia rosanero il 18 agosto 2012, nel terzo turno di Coppa Italia vinto per 3-1 sulla Cremonese.
Nella partita Sampdoria-Palermo della 31ª giornata di campionato, disputata il 7 aprile 2013, segna il gol del definitivo 1-3 per la sua squadra, il primo in maglia rosanero.
La stagione si conclude con la retrocessione dei rosanero, sancita il 12 maggio 2013 dalla sconfitta esterna per 1-0 contro la Fiorentina della 37ª giornata. In quella partita viene ammonito e successivamente squalificato per una giornata, concludendo così la stagione con 32 presenze in campionato e 2 in Coppa Italia.
Seppur convocato per il ritiro estivo in vista della stagione 2013-2014, il 15 luglio Martin Gonzales, agente del giocatore, afferma che il suo assistito «è un giocatore libero, il suo rapporto con il Palermo è finito per vari conflitti», tant'è che non ha raggiunto il resto della squadra in Austria. La risposta ufficiale del Palermo è arrivata il giorno successivo, in cui dichiara «che sta procedendo nelle competenti sedi al fine di tutelare i propri diritti contro manovre malcelatamente pretestuose e strumentali, messe evidentemente in atto al solo fine di pervenire ad una rottura contrattuale anticipata del tutto illegittima ed arbitraria», continuando dicendo che il rapporto contrattuale «mai è stato messo in discussione».

### Werder Brema
Il 1º settembre 2013 si è trasferito alla società tedesca del Werder Brema con la formula del prestito oneroso con diritto di riscatto. Dopo 12 partite e 2 gol in Bundesliga, il 5 marzo 2014 s'infortuna in allenamento riportando la rottura parziale del legamento collaterale mediale del ginocchio destro.
Il 30 aprile 2014 il riscatto viene esercitato e il giocatore firma un contratto triennale.

## Statistiche

### Presenze e reti nei club
Statistiche aggiornate al 21 marzo 2015.
| Stagione               | Squadra                | Campionato             | Campionato | Campionato | Coppe nazionali | Coppe nazionali | Coppe nazionali | Coppe continentali | Coppe continentali | Coppe continentali | Altre coppe | Altre coppe | Altre coppe | Totale | Totale |
| Stagione               | Squadra                | Comp                   | Pres       | Reti       | Comp            | Pres            | Reti            | Comp               | Pres               | Reti               | Comp        | Pres        | Reti        | Pres   | Reti   |
| ---------------------- | ---------------------- | ---------------------- | ---------- | ---------- | --------------- | --------------- | --------------- | ------------------ | ------------------ | ------------------ | ----------- | ----------- | ----------- | ------ | ------ |
| 2008-2009              | Rosario Central        | PD                     | 1          | 0          |                 | -               | -               |                    | -                  | -                  |             | -           | -           | 1      | 0      |
| 2009-2010              | Rosario Central        | PD                     | 13+2       | 0          |                 | -               | -               |                    | -                  | -                  |             | -           | -           | 15     | 0      |
| Totale Rosario Central | Totale Rosario Central | Totale Rosario Central | 14+2       | 0          |                 | -               | -               |                    | -                  | -                  |             | -           | -           | 16     | 0      |
| 2010-2011              | Palermo                | A                      | 3          | 0          | CI              | 1               | 0               | UEL                | 3                  | 0                  |             | -           | -           | 7      | 0      |
| 2011-2012              | Novara                 | A                      | 21         | 1          | CI              | 2               | 0               |                    | -                  | -                  |             | -           | -           | 23     | 1      |
| 2012-2013              | Palermo                | A                      | 32         | 1          | CI              | 2               | 0               | -                  | -                  | -                  | -           | -           | -           | 34     | 1      |
| ago.-set. 2013         | Palermo                | B                      | 0          | 0          | CI              | 0               | 0               | -                  | -                  | -                  | -           | -           | -           | 0      | 0      |
| Totale Palermo         | Totale Palermo         | Totale Palermo         | 35         | 1          |                 | 3               | 0               |                    | 3                  | 0                  |             | -           | -           | 41     | 1      |
| set. 2013-2014         | Werder Brema           | BL                     | 22         | 3          | CG              | 0               | 0               | -                  | -                  | -                  | -           | -           | -           | 22     | 3      |
| 2014-2015              | Werder Brema           | BL                     | 26         | 0          | CG              | 3               | 0               | -                  | -                  | -                  | -           | -           | -           | 29     | 0      |
| Totale Werder Brema    | Totale Werder Brema    | Totale Werder Brema    | 48+2       | 3          |                 | 3               | 0               |                    |                    |                    |             |             |             | 51     | 3      |
| Totale carriera        | Totale carriera        | Totale carriera        | 120        | 5          |                 | 8               | 0               |                    | 3                  | 0                  |             | -           | -           | 131    | 5      |